# Balatonakarattya
Balatonakarattya (hongrois : Balatonakarattya [ˈbɒlɒtonɒkɒrɒcːɒ]) est une localité hongroise située dans le comitat de Veszprém, au bord du lac Balaton.
La commune s'est détachée de Balatonkenese le 12 octobre 2014, après un référendum sur cette question qui a eu lieu le 5 août 2012.

## Histoire
Le site de Balatonakarattya présente une occupation humaine ancienne, comme en témoignent les vestiges de l'âge du bronze découverts sur les pentes du Csittény-hegy. Des sépultures et objets datant de l'époque romaine ont également été mis au jour en divers points du territoire, attestant d'une présence continue bien avant la conquête magyare du IXe siècle.
Vers l'an 1000, Balatonakarattya fut l'une des huit localités offertes en donation aux religieuses bénédictines de Veszprémvölgy.
L'essor de la station balnéaire de Balatonakarattya est lié à la redécouverte touristique du lac Balaton après la Première Guerre mondiale, lorsque la Hongrie perdit l'accès à ses anciennes stations de villégiature adriatiques. L'ouverture d'un arrêt ferroviaire sur la ligne Börgönd–Szabadbattyán–Tapolca en 1909 facilita les déplacements depuis Budapest. En 1928, des terrains furent lotis à proximité du site antique de la Terra Acaratia, propriété du Fonds catholique hongrois pour les études, afin d'y fonder une station de villégiature destinée à la bourgeoisie urbaine.
L'établissement du site balnéaire s'inscrit dans le contexte de l'essor de la culture des bains au lac Balaton à la fin du XIXe siècle. Il fut fortement soutenu par l'Association du lotissement balnéaire de Balatonakarattya, fondée en 1928, dissoute en 1948 puis rétablie en 1989. Cette association joua un rôle essentiel dans l'aménagement du territoire : à partir de 1930, elle fit lotir 683 parcelles sur 282 hectares, selon les plans de Lajos Péchy et Károly Lachnitt. Parmi les premiers propriétaires figura le député Jenő Karafiáth, nommé président d'honneur à vie de l'association.
À l'époque moderne, le hameau d'Akarattyapuszta, devenu Akarattyatelep, relevait administrativement de la commune de Balatonkenese, ce depuis au moins le XIXe siècle. En 1910, la population locale s'élevait déjà à 163 habitants, soit près de 10 % de celle de Balatonkenese.
En 2005, sous l'impulsion des habitants et propriétaires de résidences secondaires, une administration locale déléguée fut créée à Balatonakarattya. Le 5 août 2012, un référendum local permit aux habitants de voter massivement en faveur de la séparation d'avec Balatonkenese. Cette décision fut entérinée par un décret présidentiel le 8 janvier 2013, qui déclara Balatonakarattya commune indépendante à partir des élections municipales de 2014. Le 21 octobre 2014, le premier conseil municipal de la nouvelle commune fut officiellement installé.

## Population

### Minorités culturelles et religieuses
Lors du recensement de 2011, la population de Balatonakarattya se composait à 87,6 % de personnes se déclarant de nationalité hongroise, 3,2 % de nationalité allemande ; 11,9 % des habitants n'ont pas souhaité répondre à cette question. En raison des identités multiples, la somme des pourcentages peut dépasser 100 %.
La répartition religieuse en 2011 était la suivante : 38,2 % de catholiques romains, 14,9 % de protestants réformés, 2,6 % de luthériens, 0,9 % de catholiques grecs, 13,7 % de personnes sans affiliation religieuse, tandis que 29,3 % n'ont pas répondu.
Au recensement de 2022, 85,3 % des habitants se déclaraient hongrois, 1,9 % allemands, 0,3 % roumains, 0,2 % roms, 0,2 % ukrainiens, 0,1 % polonais et 0,1 % bulgares, tandis que 5,7 % se déclaraient d'une autre nationalité (non autochtone). Le taux de non-réponse atteignait 14,3 %.
Du point de vue religieux, 30,3 % des habitants se déclaraient catholiques romains, 9,7 % réformés, 2,2 % luthériens, 0,2 % catholiques grecs, 0,8 % autres catholiques, 0,1 % chrétiens d'autres confessions, tandis que 17,8 % se déclaraient sans religion. La part des non-répondants atteignait 38,7 %.

## Équipements

### Réseaux extra-urbains

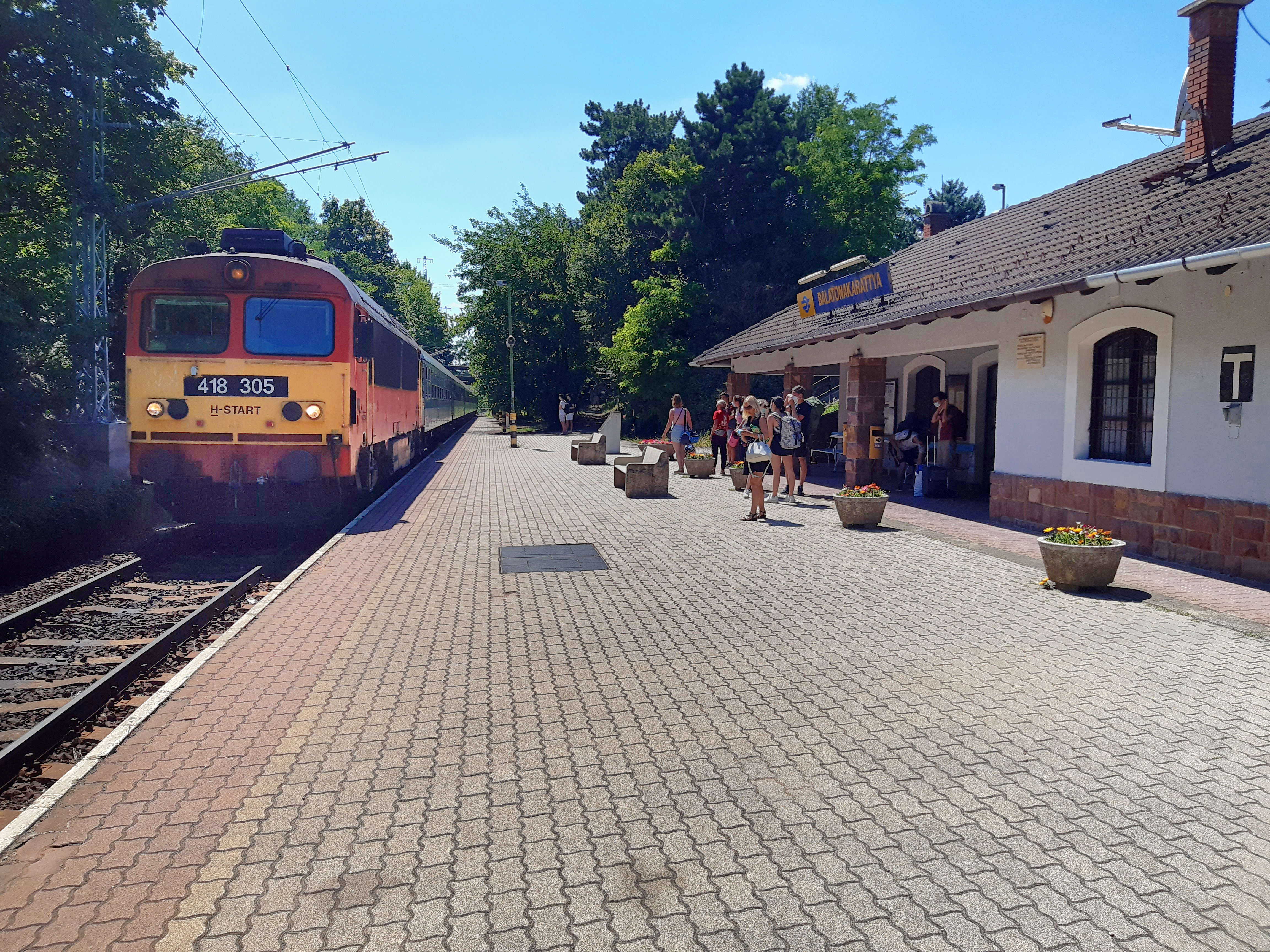
Train en gare de Balatonakarattya.

Balatonakarattya est située sur la rive orientale du lac Balaton, le long de la route principale 71. Elle est bordée par les localités de Balatonkenese, Balatonfőkajár et Csajág. La route secondaire 7205, qui relie Polgárdi à Balatonfőkajár via Füle, débouche sur la 71 à hauteur de Balatonakarattya, mais la route principale 710 permet désormais de contourner le centre du village.
La commune est desservie par la ligne de chemin de fer Börgönd–Szabadbattyán–Tapolca, qui atteint le Balaton à Balatonakarattya. Deux haltes ferroviaires s'y trouvent : Balatonakarattya et Csittényhegy. Entre ces deux arrêts se situe l'unique tunnel de la ligne, construit en 1909 afin de consolider les parois de lœss. Ce tunnel a été rénové en 2020. Le secteur est en effet sujet à des glissements de terrain fréquents, parfois à l'origine d'accidents depuis l'ouverture de la voie ferrée.

## Patrimoine local
Plusieurs éléments patrimoniaux ponctuent le territoire : au centre du village se dressait autrefois l'orme séculaire dit de Rákóczi (Rákóczi-szilfa), planté selon la légende par le prince éponyme (bien qu'aucune visite de ce dernier ne soit historiquement attestée). Cet arbre, utilisé comme repère pour les pêcheurs du lac, marquait aussi jadis la frontière entre les comitats de Zala et de Somogy. Il a été renversé au XXe siècle après avoir commencé à se dessécher, mais un nouvel orme a été planté à son emplacement en 2015. En face se trouve l'église catholique romaine de l'Assomption , restaurée la même année.
Un mémorial en pierre rouge situé près du rond-point rappelle les violents combats qui eurent lieu dans la région lors de la Seconde Guerre mondiale, dans le cadre de la ligne défensive Margit (Margit-vonal). Une plage municipale a été aménagée à proximité du tunnel ferroviaire, sur les rives du lac.

## Personnalités liées à la localité
L'écrivain hongrois János Kodolányi (1899–1969), lauréat du prix Kossuth, possédait une maison à Balatonakarattya, d'abord utilisée comme résidence d'été, puis comme domicile permanent. Il y rédigea plusieurs de ses œuvres majeures, dont Le Rêve d'Emese (Emese álma), trilogie historique se déroulant à l'époque de la conquête du bassin des Carpates par les Magyars, ainsi que le roman C'est moi (Én vagyok), consacré aux figures de Jésus et Judas.